# Hemiblossia machadoi
Hemiblossia machadoi är en spindeldjursart som beskrevs av Lawrence 1960. Hemiblossia machadoi ingår i släktet Hemiblossia och familjen Daesiidae. Inga underarter finns listade i Catalogue of Life.